# 梅尔维斯哈拉姆
梅尔维斯哈拉姆（Melvisharam），是印度泰米尔纳德邦Vellore县的一个城镇。总人口36675（2001年）。

## 人口
该地2001年总人口36675人，其中男性18471人，女性18204人；0—6岁人口5332人，其中男2669人，女2663人；识字率64.72%，其中男性为73.14%，女性为56.17%。